# 何璟 (水利工程师)
何璟（1934年12月5日—2019年11月22日），女，福建福州人，中国水利工程师。曾任中华人民共和国水利部副部长，中国大唐集团公司顾问等职务。第八届全国人大代表。

## 生平
1934年12月生于福建福州。1956年毕业于华东水利学院河川系水工专业（现河海大学），在水电部任职。1976年起先后任水电部第三工程局设计院水工一室主任、安康水电站设计负责人。1982年至1988年历任水电部北京勘测设计研究院安康设计处负责人、副院长、总工程师。1982年至1986年任水电部北京勘测设计研究院副院长兼总工程师。1986年至1988年任水电部水利水电规划设计总院总工程师。1993年6月被任命为水利部副部长，兼国家防总秘书长和办公室主任。1997年离任后担任国家电力公司顾问。2003年开始担任中国大唐集团公司顾问。
2019年11月22日因病医治无效在北京逝世，享年85岁。

## 家庭
外公年轻时参加过同盟会，七外公是黄花岗七十二烈士之一。家庭中也有国民党的重要成员。丈夫陸佑楣也是水利工程师，同为华东水利学院校友，2003年当选中国工程院工程管理学部院士。

## 出版物
与潘家铮共著《中国大坝50年》（中国水利水电出版社，2000年）。曾负责主编《中国水力发电工程》（中国电力出版社），荣获第五届国家图书奖。